# أرفو أولبو

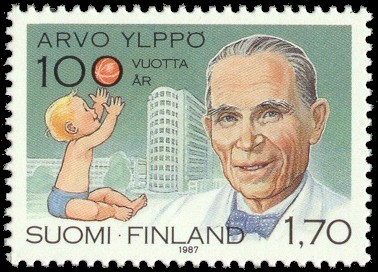
أرفو أولبو، طابع أصدر في عام 1987 بمناسبة ذكرى ميلاده المائة.

أرفو أولبـّو (Arvo Ylppö؛ أكا، 27 أكتوبر 1887 - هلسنكي، 27 يناير 1992) طبيب أطفال فنلندي سبب انخفاضاً كبيراً بمعدل وفيات الرُضع في فنلندا خلال القرن العشرين. يعتبر أب نظام عيادة ورعاية الطفل العام بفنلندا، حمل صفة كبير الأطباء (archiater) لمدة أربعين عاماً. كثيرا ما يشار إليه باسم بنجامين سبوك فنلندا.
وُلد أولبـّو في عائلة مزارعين. يبدو أن ولادته تمت قبل موعدها الطبيعي، فبقي قصير القامة خلال حياته. التحق بجامعة هلسنكي في عام 1906، وقرر التخصص في طب الأطفال. في عام 1912 انتقل إلى مستشفى الأطفال الإمبراطوري في برلين بألمانيا، حيث كتب أطروحته حول أيض البيليروبين لدى الرضع في عام 1913. وقد طبعت في ألمانيا. وتخرج طبيباً في مارس 1914 بهلسنكي.
أثناء وجوده في ألمانيا، تركزت أبحاث أولبو التشرِيح الباثولوجي للأطفال واجتذب الاعتراف الدولي. لاحظ في بحثه أن وفيات الرضع الذين يولدون قبل الأوان حالات قابلة للعلاج إن لم تكن بسبب تخلف بسيط، الأمر دوافع النهوض معاملة والعلوم المتصلة الرضع الذين يولدون قبل الأوان.
لمـّا عاد إلى فنلندا في عام 1920، أصبح مدرساً في مستشفى جامعة هلسنكي المركزي. في عام 1925 أصبح وظيفته أستاذاً لطب الأطفال.
واصل أولبـّو أبحاثه، وكتب على نطاق واسع في المجلات الطبية حول رعاية الطفل. ساند الجهود الرامية إلى توسيع نطاق التدريب التمريضي الفنلندي، وصناعة الدواء الفنلندية وتوعية الجمهور طبياً. من 1920-1963 كان رئيس الطبيب للمستشفى القلعة هلسنكي للطفولة. كما كان لديه مركز تدريب خاص في هلسنكي.
تقاعد أرفو أولبـّو 1957 ولكنه استمر برعاية مبادرات رعاية الأطفال كثيرة. وتوفي في يناير 1992 عن عمر يناهز 104.